# Enemion savilei
Enemion savilei là một loài thực vật có hoa trong họ Mao lương. Loài này được (Calder & Roy L.Taylor) Keener mô tả khoa học đầu tiên năm 1980.